# 第15独立自動車化歩兵大隊 (ウクライナ陸軍)
第15独立自動車化歩兵大隊（だい15どくりつじどうしゃかほへいだいたい、ウクライナ語: 15-й окремий мотопіхотний батальйон）は、ウクライナ陸軍の大隊のひとつ。第58独立自動車化歩兵旅団隷下。

## 概要

### ウクライナ領土防衛大隊
2014年4月23日、義勇軍ウクライナ領土防衛大隊の第15スームィ領土防衛大隊として、スームィ州の行政支援を受け、スームィで創設された。
2014年6月から、ドンバス戦争に投入され、ルハーンシク州の検問所に配備された。

### ウクライナ陸軍
2014年11月、ウクライナ陸軍に編入し、ハルキウ州駐屯の第92独立機械化旅団に配属され、第16独立自動車化歩兵大隊に改編した。
2015年2月17日、新編されたスームィ州駐屯の第58独立自動車化歩兵旅団に転属した。

### ロシアのウクライナ侵攻
2022年2月24日から、ロシアのウクライナ侵攻では、北部スームィ州の守備隊として配備された。
2022年4月、北部チェルニーヒウ州チェルニーヒウに配備された。

### ドンバスの戦い
2022年5月、東部ルハーンシク州セヴェロドネツィク方面に配備された。
2022年8月、東部ドネツィク州バフムートに配備された。

## 編制
- 大隊本部（ステツキフカ）
- 第1中隊
- 第2中隊
- 第3中隊
- 迫撃砲中隊
- 対空砲小隊
- 偵察小隊
- 工兵小隊
- 後方支援隊